# 松隈潤
松隈 潤 （まつくま じゅん、1963年 - ）は、日本の法学者。専門は、国際法・国際機構論。東京外国語大学総合国際学研究院（国際社会部門・国際研究系）教授。父は国際法学者の松隈清。福岡県出身。

## 略歴
- 1986年
  - 東京大学法学部卒業
  - 日本国際飢餓対策機構 (NGO) 開発教育担当主事（～1987年）
- 1989年
  - 東京大学大学院総合文化研究科国際関係論専攻修士課程.修了（学術修士）
  - 外務省専門調査員（在英国日本大使館政務班）（～1992年）
- 1992年
  - 東京大学大学院総合文化研究科国際関係論専攻博士課程単位取得退学
  - 西南学院大学法学部専任講師（～1994年）
- 1994年 西南学院大学法学部助教授（～2001年）
- 1996年 フレッチャー法律外交大学院リサーチ・アソシエイト（～1997年）
- 1997年 ケンブリッジ大学国際問題研究所客員研究員（～1998年）
- 1998年 外務省専門調査員（国際連合日本政府代表部政務部安保理班）
- 2001年 西南学院大学法学部教授（～2009年）
- 2002年 マックス・プランク比較法国際法研究所客員研究員（～2003年）
- 2006年 ジョージタウン大学国際経済法研究所客員研究員
- 2007年 内閣府国際平和協力本部東ティモール選挙監視国際平和協力隊員
- 2009年 東京外国語大学大学院教授

## 著書

### 単著
- 『人間の安全保障と国際機構』（国際書院、2008年）
- 『国際機構と法』（国際書院、2005年）

### 分担執筆
- 畑博行・水上千之編『国際人権法概論　第四版』（有信堂、2006年）
- 小寺彰・岩沢雄司・森田章夫編『講義　国際法』（有斐閣、2004年）
- 横田洋三・山村恒雄編『現代国際法と国連・人権・裁判』（国際書院、2003年）